# Dorothea Conyers
Dorothea Conyers (11 novembre 1869 - 25 mai 1949) est une romancière irlandaise,.

## Biographie
Dorothea Conyers est née Dorothea Spaight Blood-Smith à Fedamore, dans le comté de Limerick, le 11 novembre 1869. Elle est l'une des filles jumelles du colonel John Blood-Smith et Amelia Blood-Smith (née Spaight). Sa famille fait partie de la petite noblesse terrienne protestante, mais la fortune de la famille diminue après la mort de son père alors qu'elle est très jeune. À propos de son enfance, elle écrit qu'elle était consciente du bouleversement social et politique en Irlande, qui a vu la famille visées par des actes de vandalisme.
Elle épouse le lieutenant-colonel Charles Conyers en février 1892. Il est de Castletown Conyers, dans le comté de Limerick, et ils ont eu deux enfants, un fils et une fille. Ils vivaient dans un certain nombre d'endroits à travers l'Irlande et l'Angleterre. Il est membre des Royal Irish Fusiliers et meurt au combat en mai 1915. Conyer se remarie en 1917 avec le capitaine John White de Nantenan, Ballingrane, dans le comté de Limerick, où elle vit le reste de sa vie.
Son premier roman, The thorn bit, est publié en 1900. Il est suivi par plus de 40 publications. Son dernier livre, Kicking foxes, est publié en 1948. Ses livres sont romantiques et se déroule au sein de la petite noblesse sportive irlandaise. Elle était elle-même une sportive accomplie. Elle meurt à Limerick le 25 mai 1949. Certaines de ses archives sont conservées à la Andrews William Clark Memorial Library à l'UCLA.

## Œuvres
- Peter's pedigree (1904)
- The boy, some horses and a girl (1908)
- The conversion of Con Cregan (1909)
- Lady Elverton's Emeralds (1909)
- For Henri of Navarre (1911)
- Sporting Reminiscences (1920)
- The Two Maureens (1924)
- A lady of discretion (1939)